# Picture processing unit
Picture processing unit, PPU, är en mikroprocessor i Nintendo Entertainment System som genererar videosignaler från grafikinformation lagrat i minne.
Chippet är känt för sin effektiva minneshantering, då det använder mycket lite minne när det lagrar grafik. Chippet var ganska avancerat på sin tid när NES lanserades i Japan eftersom det hade fullt stöd för sprites, rörliga bakgrunder och många färger på skärmen samtidigt.